# Французская Флорида

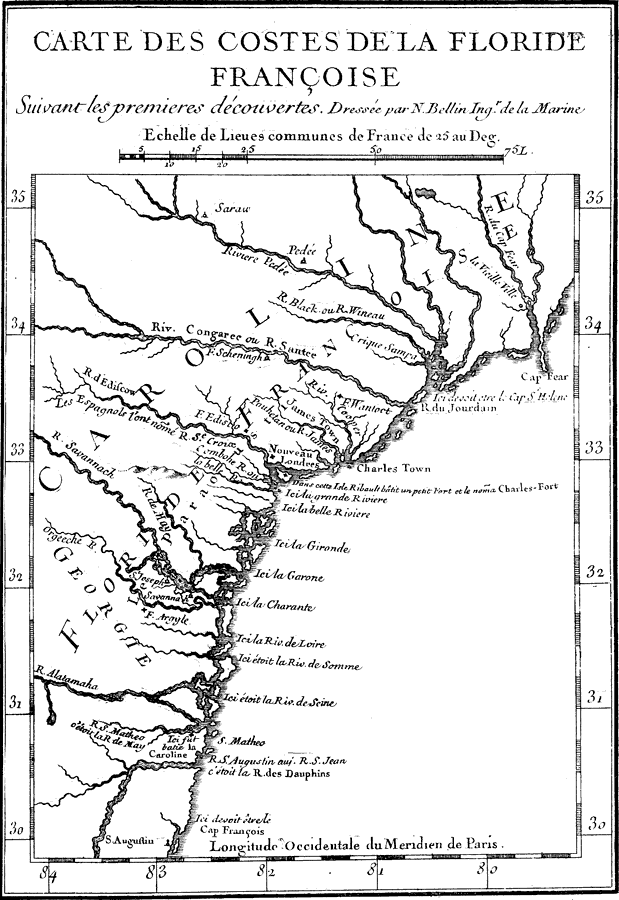
Французская Флорида в 1562 году, по Н. Беллин, XVIII век

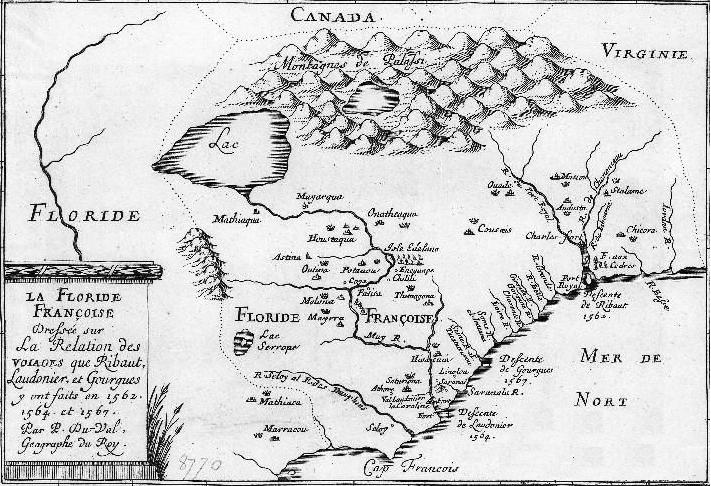
Floride françoise («Французская Флорида»), по Пьеру дю Валю, XVII век

Французская Флорида (фр. Floride française) — колониальная территория, установленная французскими гугенотами-колонистами на месте нынешней Флориды между 1562 и 1565 годами.
Колонизация была начата по планам лидера французских гугенотов адмирала Франции Гаспара де Колиньи, для создания колоний в Новом Свете, где гугеноты могли укрыться от преследований. Первая такая колония была создана в Бразилии, под названием Антарктическая Франция.
Первым во Флориду прибыл Жан Риболь (фр.), затем — Рене Гулен де Лодоньер (фр.) в 1562 году, который позднее отправился на север и основал поселение Шарльфор (фр.) на острове Пэррис-Айленд (фр.), сейчас относящемся к штату Южная Каролина. В следующем году все колонисты, за исключением одного, оставили Шарльфор из-за трудностей и внутренних конфликтов и отплыли обратно во Францию.

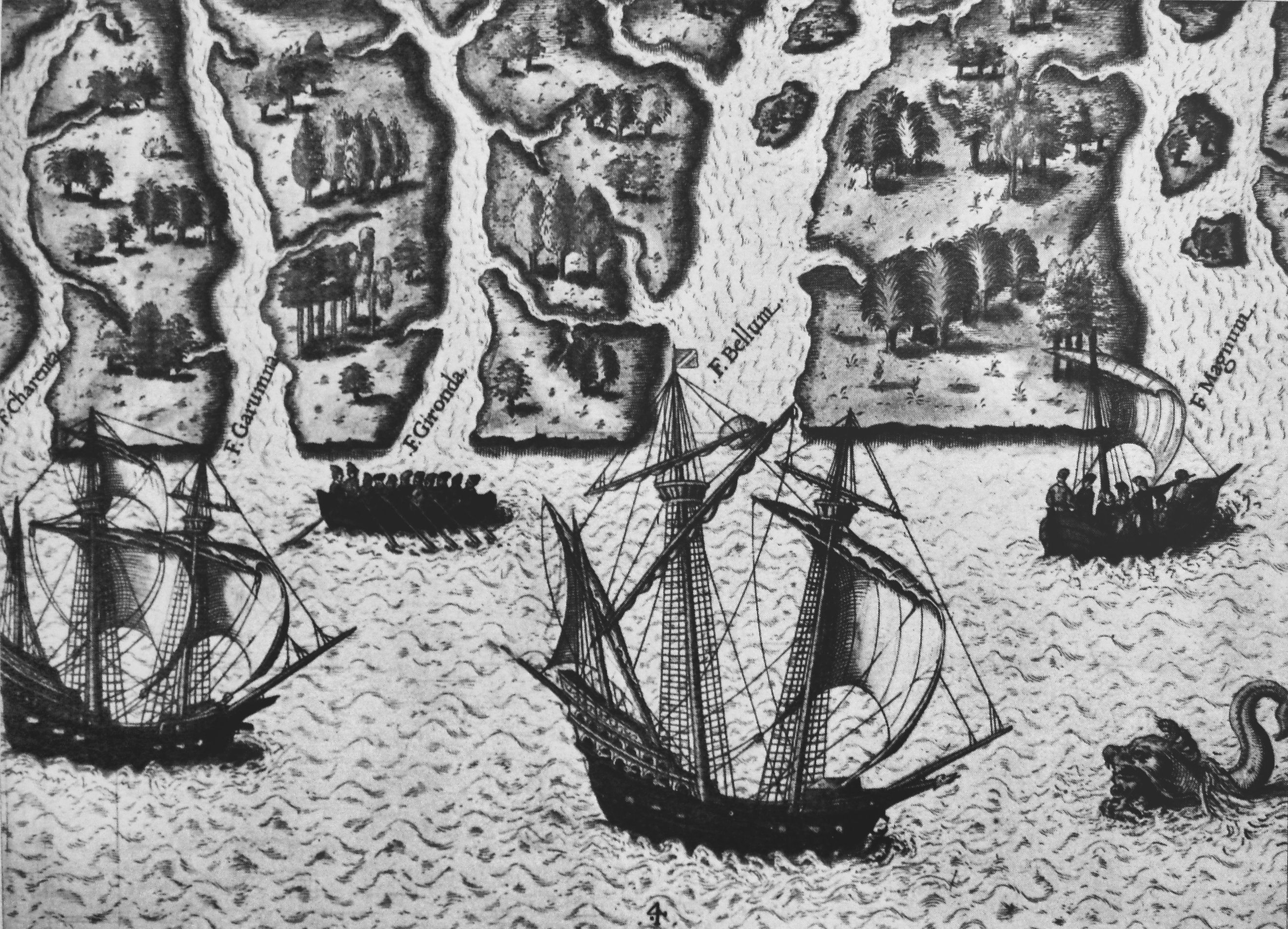
Прибытие Риболя и Лодоньера в 1564 году. Ле Муан де Морг.

В 1564 году Рене Гулен де Лодоньер снова прибыл из Франции, чтобы построить Форт-Кэролайн на месте современного Джэксонвилла.
Французская колония была уничтожена испанцами в 1565 году, а всех гугенотов убили в битве за Форт-Кэролайн.
В 1568 году Доминик де Жорж (фр.) продолжил изучать район, а также с помощью своих союзников, индейцев-сатурива, вырезал испанский гарнизон в отместку, хотя и не получил никаких выгод.